# Pierujärvet (Gällivare socken, Lappland, 745031-176859)
Pierujärvet är en sjö i Gällivare kommun i Lappland och ingår i Kalixälvens huvudavrinningsområde.